# Antheraea pernyi
Antheraea pernyi, la polilla de seda tassar de roble o polilla tasar china, es una gran polilla en la familia Saturniidae. La especie fue descrita por primera vez por Félix Édouard Guérin-Méneville en 1855. Antheraea roylei es un pariente extremadamente cercano, y la especie actual podría haber evolucionado a partir del ancestral A. roylei por reordenamiento cromosómico.
Son originarios del sur de China. Utilizados para la producción de seda de tussar, se han distribuido más ampliamente en Asia subtropical y tropical. A diferencia de la polilla de seda doméstica (Bombyx mori), que depende completamente del cuidado humano, las polillas de seda tussar pueden sobrevivir en la naturaleza si escapan del cautiverio; Por tanto, pueden aparecer ocasionalmente pequeñas poblaciones locales de este tipo de animales silvestres. El color y la calidad de la seda dependen del clima y el suelo.
Es uno de los principales productores de seda tussar. Fue de importancia comercial durante la Dinastía Han y principios de la era de los Tres Reinos, alrededor del 200 a. C. al 250 d. C. Más recientemente, la especie hibridógena Antheraea × proylei se está criando para la producción de seda tussar. Se originó a partir de un híbrido natural entre el macho  de A. pernyi y las hembras de A. roylei, las hembras F1 se retrocruzaron con machos de A. pernyi. Por razones desconocidas, se trata de un caso de transmisión del ADNmt paterno: el genoma mitocondrial, normalmente heredado de la madre solo en  organismos que se reproducen sexualmente, es casi idéntico al de las especies actuales.
Este gusano de seda se cría en China por su seda. Se lo conoce como tussah, tussah chino, tussah de roble o tussah templado. Es la fuente de fibra de hilado tussah que se utiliza en Occidente. Es un pariente de la polilla de seda tropical tussah, Antheraea paphia de la India, y también relacionado con Antheraea polyphemus, la polilla de seda americana polifemo. En China, se alimentan de plantaciones de robles especialmente podados en las laderas.

## Sistema inmunológico
Las respuestas inmunes de A. pernyi a la infección bacteriana se han analizado basándose en la inyección de Escherichia coli D31. En la hemolinfa se detectaron cecropina B y D, hemolina, atacina y lisozima. Además, la inyección de E. coli condujo al descubrimiento de una lectina de 380 kDa con afinidad por galactosa y resultó en un aumento de la actividad hemaglutinante. A. pernyi se ha utilizado en la investigación de la defensa contra virus en insectos. Se descubrió que la hemolina se inducía después de la inyección de baculovirus, pero también mediante ARN de doble hebra.

## Galería

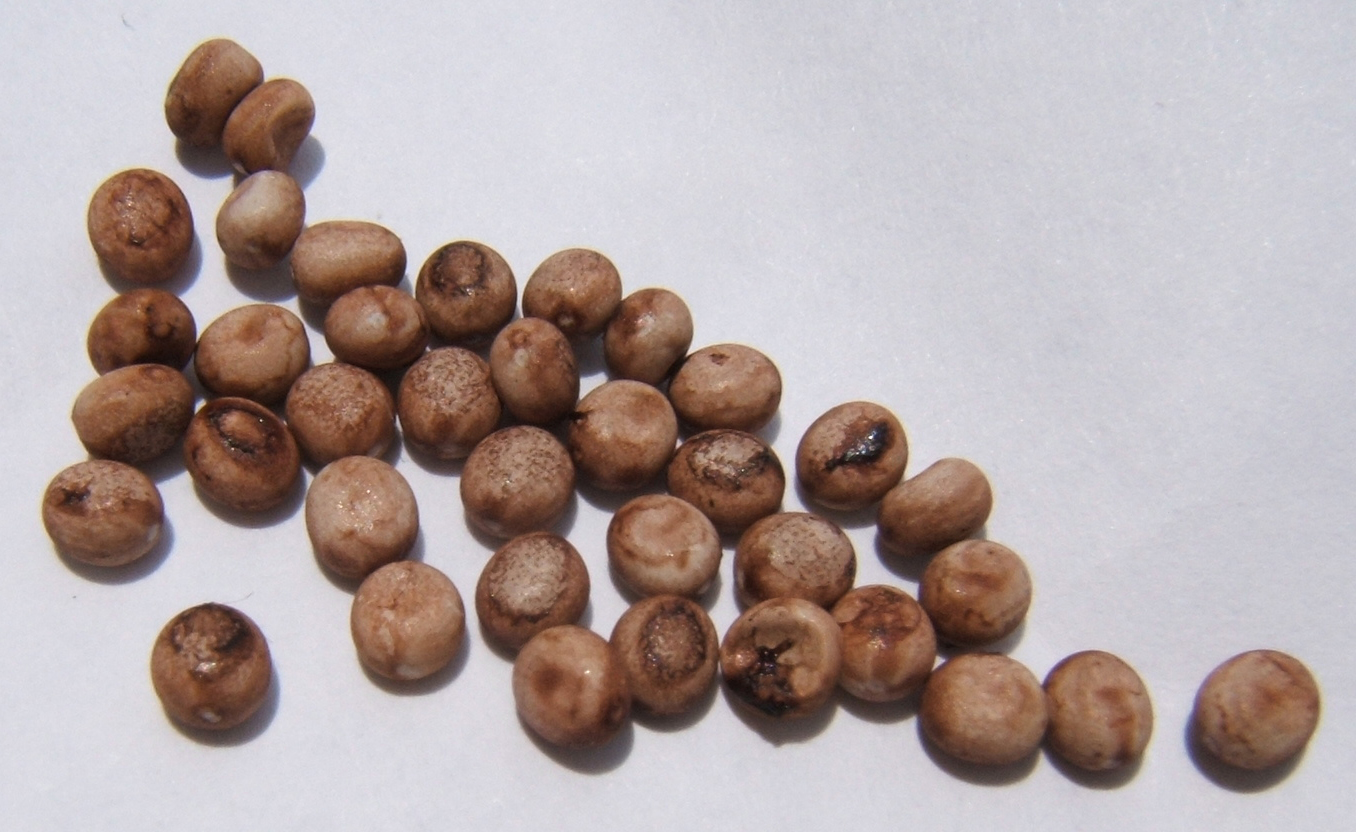
Huevos un día antes de la eclosión
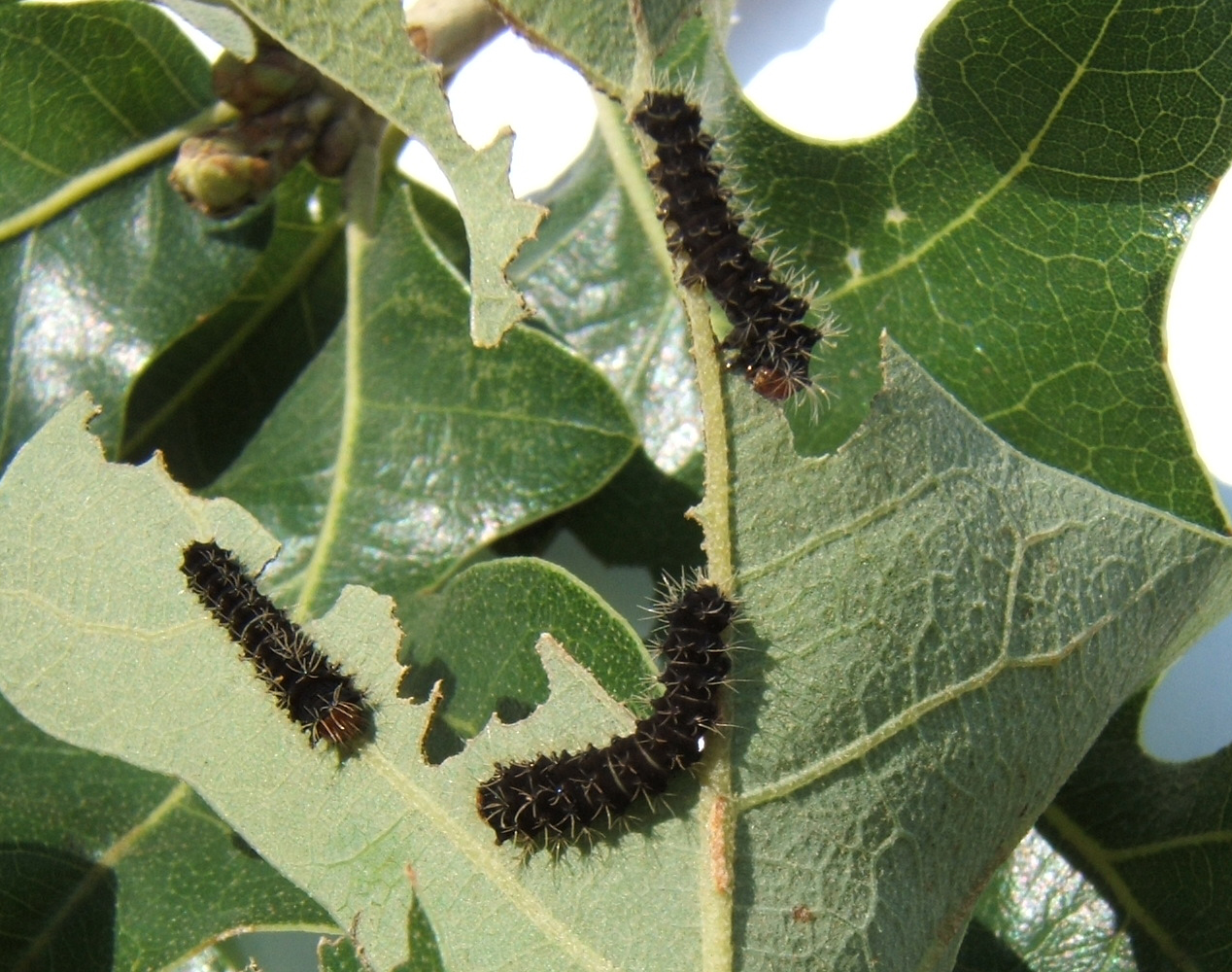
Oruga de primer estadio
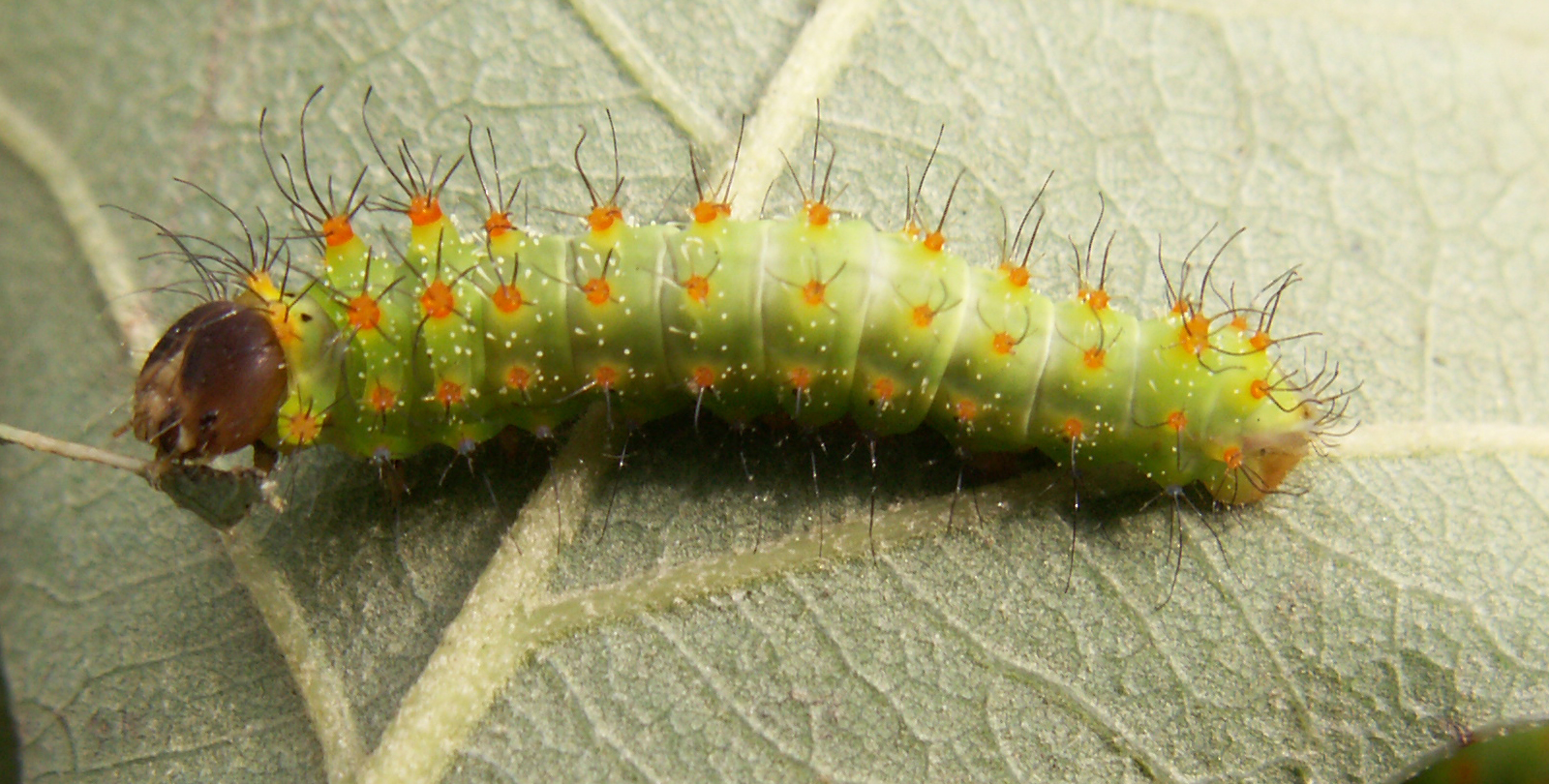
Oruga de segundo estadio
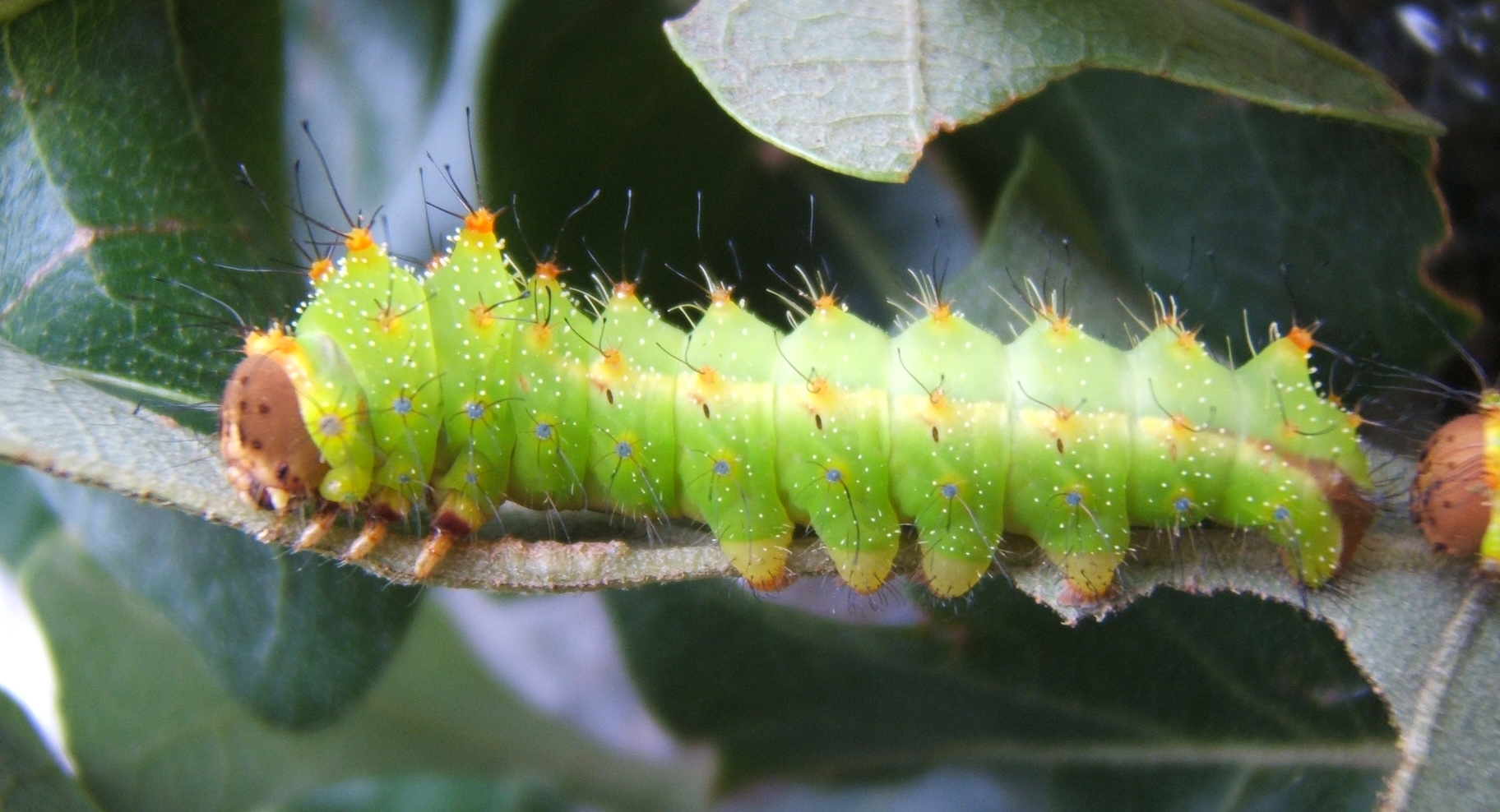
Oruga de tercer estadio
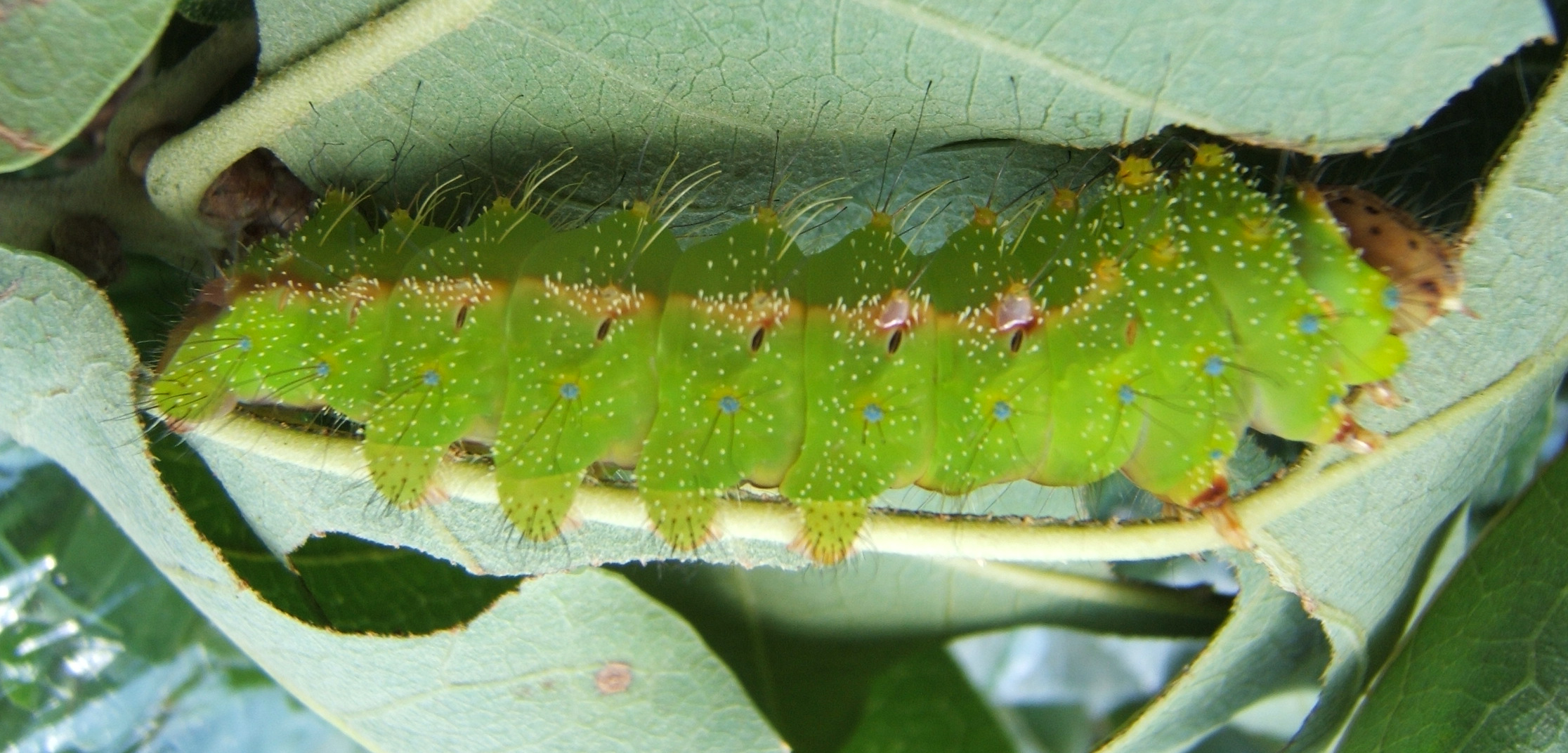
Oruga de cuarto estadio
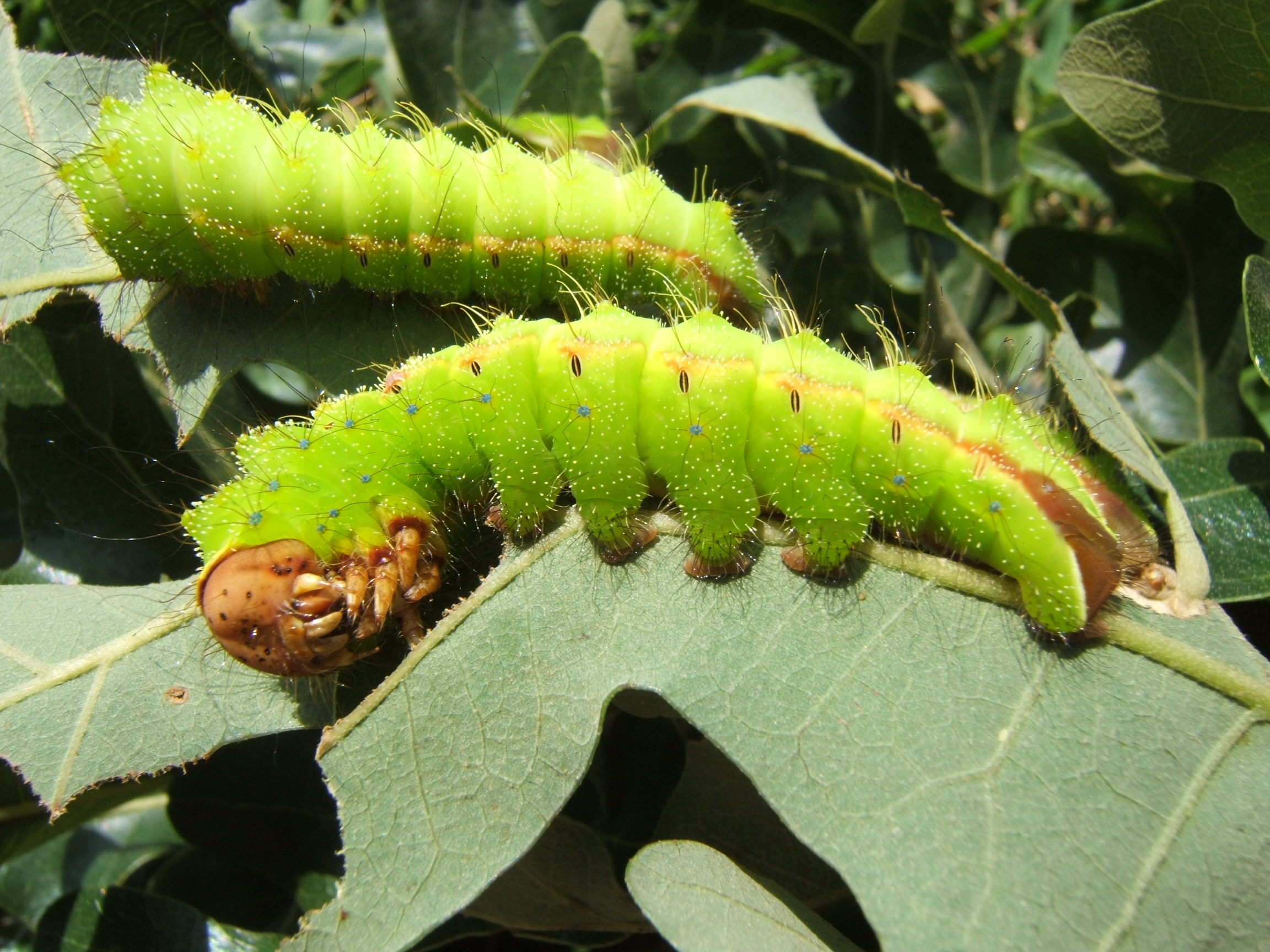
Orugas de quinto estadio
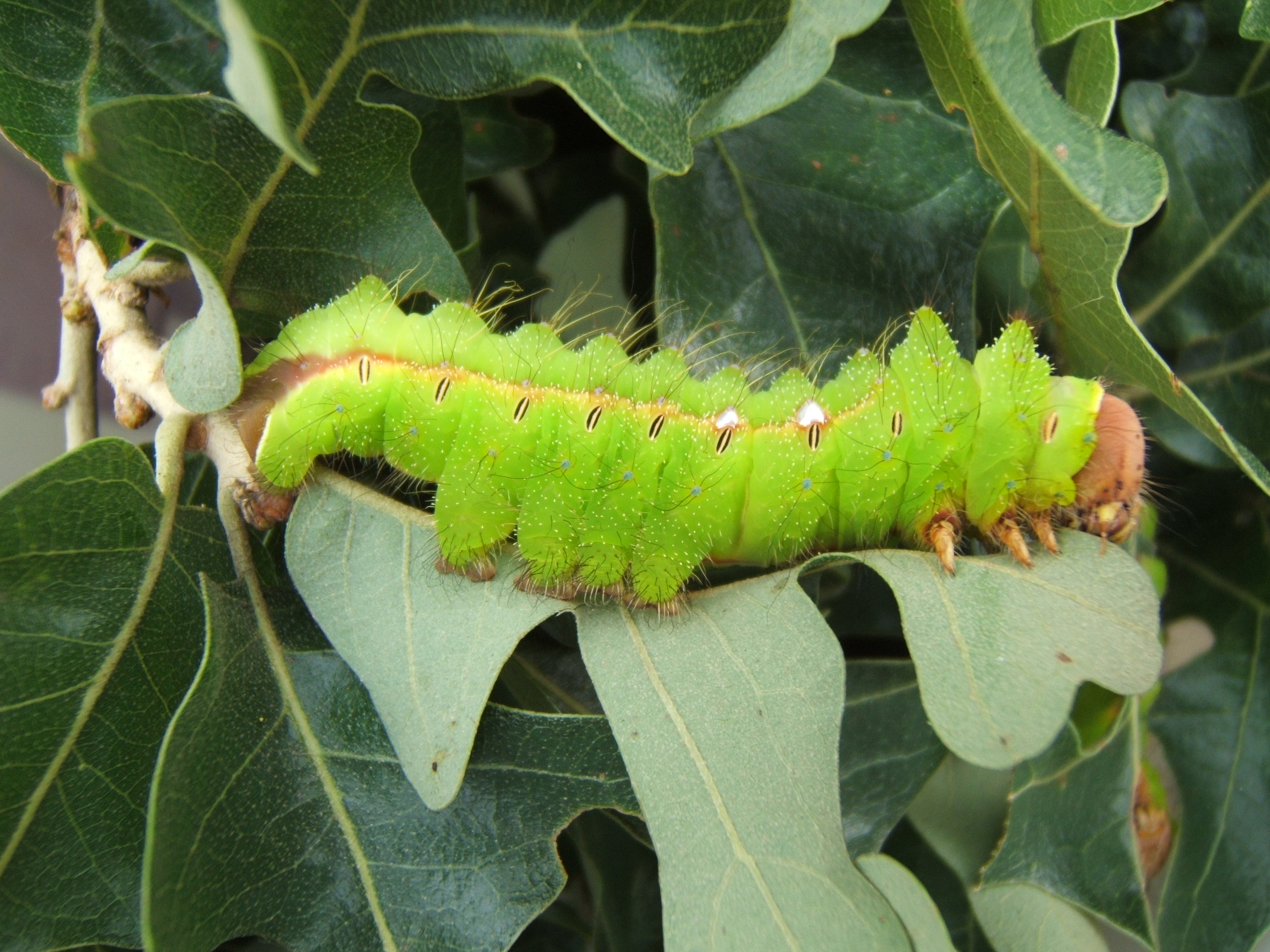
Oruga de sexto estadio
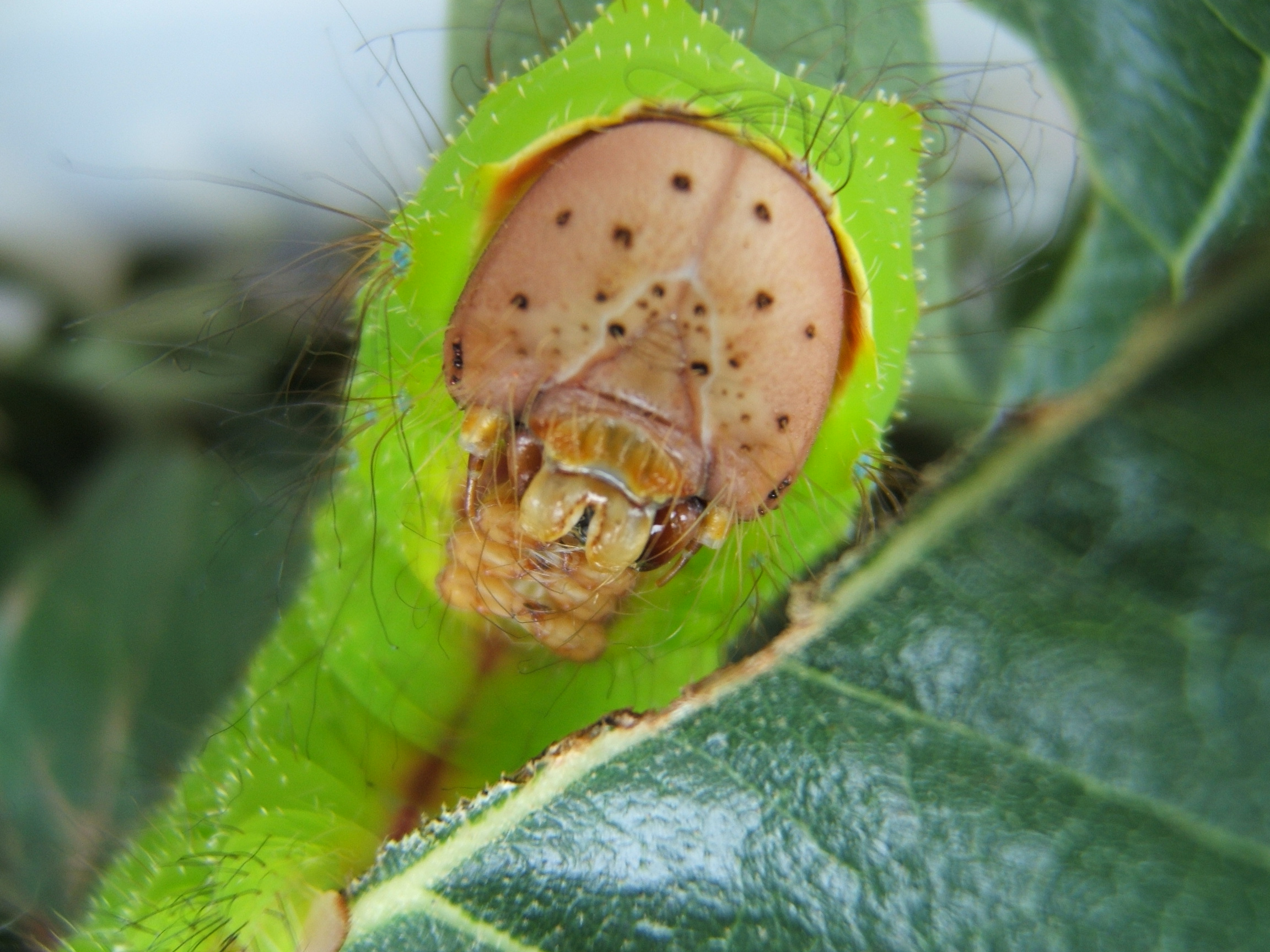
Oruga de sexto estadio